# Oleksiy Sereda
Oleksiy Viktorovych Sereda (em ucraniano: Олексій Вікторович Середа; Mykolaiv, 25 de dezembro de 2005) é um saltador ucraniano.

## Carreira
Sereda estreou pela seleção ucraniana em 2019 aos treze anos. No Campeonato Mundial de Esportes Aquáticos, ficou em quarto lugar nos mergulhos individuais e sincronizados (com Oleh Serbin) na plataforma de 10 metros. Como consequência, ele se classificou para os Jogos Olímpicos de Verão de 2020 em Tóquio em competições individuais.
Ele se tornou o mais jovem campeão europeu em 11 de agosto de 2019, depois de ganhar o ouro na competição de plataforma individual de 10 metros no Campeonato Europeu de Mergulho de 2019. Sereda também venceu uma medalha de prata com seu parceiro Serbin no mergulho sincronizado.
O Campeonato Europeu de Esportes Aquáticos de 2022 foi um sucesso para Sereda. Ele ganhou a medalha de ouro na plataforma de 10 metros com uma diferença significativa sobre o vice-campeão britânico Noah Williams, a medalha de prata junto com Kirill Boliukh de 15 anos na plataforma sincronizada de 10 metros e outra prata com Sofiya Lyskun na plataforma sincronizada mista de 10 metros.